# Turan (divinità)

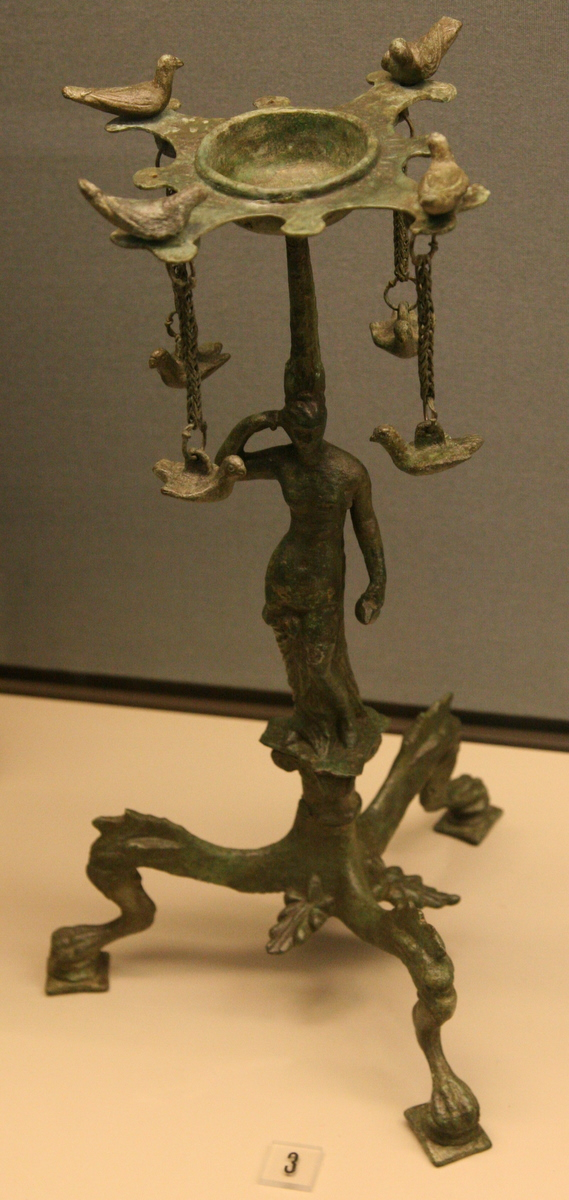
Scultura di Turan con dei piccioni che le girano attorno. Incensiere etrusco, 300 a.C. Allard Pierson Museum, Amsterdam.

Turan era una figura della mitologia etrusca. Il suo nome significa "la signora", ed era la dea dell'amore, della fertilità e della vitalità nonché la patrona di Vulci. Corrisponde alla dea Venere della mitologia romana, e alla dea Afrodite di quellagreca.

## Descrizione
La radice del nome "Turan" è considerata da alcuni studiosi la stessa delle parole Torre e Tiranno, oppure potrebbe derivare da "turuke" cioè dare in prosperità, ma ad oggi non c'è accordo.
Il suo nome corrispondeva a quello del nostro mese di luglio in cui si svolgevano le principali festività.
La dea era venerata su tutta la costa laziale, soprattutto a Gravisca, dove le si attribuiva la caratteristica di protettrice dei naviganti, ed a Roma, gli venne dedicato il primo aprile.
La sua presenza è testimoniata da iscrizioni dedicatorie, scritte soprattutto da donne, in greco ed in etrusco tra il VI e il IV secolo a.C., e venne raffigurata su specchi ed altri accessori femminili, quasi tutte le rappresentazioni erano scene mitologiche greche, il ché fa ragionare sul fatto che potesse essere molto simile ad Afrodite.
Era la sposa di Laran ed era accompagnata da altre divinità minori chiamate Lasa.  In arte la troviamo rappresentata con le ali, e su uno specchio, conservato al British Museum, anche con piccole ali ai piedi. I piccioni e i cigni neri venivano considerati i suoi animali sacri.